# Isabel Hortensia Pereira Dagedo
Isabel Hortensia Pereira Dagedo (1895-1975) También conocida como Pereyra. Regentó escuelas racionalistas en Andalucía y Cataluña. Fue una escritora y activista anarquista española.

## Escuelas Racionalistas
En Argentina conoció al que sería su compañero, el poeta y maestro Salvador Cordón Avellán. Vinieron a España en 1913. Después de un tiempo en Málaga, en 1914 se trasladó a Castro del Río (Córdoba) junto a su compañero donde fundaron una escuela racionalista inspirada en la experiencia de la Escuela Moderna de Francisco Ferrer Guardia. En 1916 se mudaron a Montejaque (Málaga) y en 1917 ponen en marcha la Escuela Racionalista de Nerva (Huelva). Entre 1923 y 1927 regentó junto a su compañero la Escuela en Navás (Bages, Cataluña), dependiente del ateneo obrero local. En la década de los treinta emigró a Argentina.

## Activismo
En el año 1914, en un mitin pro-presos, ya hay referencias de Pereira como oradora junto con otros activistas locales y el anarquista sevillano José Sánchez Rosa. La formación del grupo anarquista Alas en Castro del Río coincide con la llegada de la pareja. Durante esta época prolifera la creación de grupos anarquistas en Andalucía centrados en aspectos sociales y que desarrollaban campañas de educación y vivienda sobre todo. Díaz del Moral, en su obra Historia de las agitaciones campesinas andaluzas, se refiere a la excelente oratoria de Pereira en los mítines aunque su visibilidad ha quedado muy ensombrecida por la de su compañero Cordón.   
En el otoño de 1918 se produjeron muchas movilizaciones por parte de los jornaleros andaluces. Pereira participó en el Congreso de Sociedades Campesinas organizado por Cordón en Castro del Río, donde se convocó una huelga general en la provincia de Córdoba en el mes de octubre y otra huelga general en marzo de 1919 que se extendió a toda Andalucía. En este periodo su compañero fue detenido en el transcurso de una manifestación en Córdoba donde se destruyó la estatua de Antonio Barroso y Castillo. Tras estos hechos se trasladó a Cádiz. 
Asistió como delegada de Andalucía al Congreso de la CNT de 1919 celebrado en el Teatro de la Comedia de Madrid. Pereira propuso la creación de una Escuela Normal para la formación de maestras racionalistas.
En agosto de 1920 participó en la conferencia gaditana en pro de la participación de la mujer en la lucha. El 26 de abril de 1921 su compañero fue detenido por un delito de imprenta y encarcelado unos meses Cádiz.

## Obras literarias y publicaciones
Hizo una gran aportación teórica al anarcofeminismo a través de la literatura social.
A su llegada España, en 1913, contaba con cierta fama de escritora anarquista. Había publicado conjuntamente con Cordón dos obras de teatro La virgen roja, obra de tres actos dedicada a Louise Michel (Buenos Aires 1913), y La familia política (Málaga 1913) con la que consiguieron un mayor reconocimiento, y una novela (La caída).
En 1915 el grupo anarquista Alas, donde participaba, publicó la revista sociológica y literaria Alas.
A partir de 1917 Pereira colaboró asiduamente en la revista anarquista Los Nuestros.
En 1920 participó en la fundación del periódico Prometeo en Algeciras, de este año es la obra  Mujeres ¡rebelaos!, un folleto a favor de la emancipación femenina.
Colaboró la Revista Blanca donde en 1925 publicó un artículo reseñando la novela de Federica Montseny Victoria.
En 1927 publicó el cuento Morbo y Plétora.